# Краснолиманское сельское поселение (Воронежская область)
Краснолиманское се́льское поселе́ние — муниципальное образование в Панинском районе Воронежской области Российской Федерации.
Административный центр — село Красный Лиман.

## История
Статус и границы сельского поселения установлены Законом Воронежской области от 15 октября 2004 года № 63-ОЗ «Об установлении границ, наделении соответствующим статусом, определении административных центров отдельных муниципальных образований Воронежской области».

## Население
| 2000  | 2005  | 2010  | 2012  | 2013  | 2014  | 2015  |
| ----- | ----- | ----- | ----- | ----- | ----- | ----- |
| 2504  | ↘2062 | ↘1808 | ↘1739 | ↘1713 | ↘1689 | ↘1658 |
| 2016  | 2017  | 2018  |       |       |       |       |
| ↘1613 | ↗1635 | ↘1621 |       |       |       |       |

## Состав сельского поселения
| №  | Населённый пункт      | Тип населённого пункта       | Население |
| -- | --------------------- | ---------------------------- | --------- |
| 1  | Барсучье              | посёлок                      | ↘1        |
| 2  | Капканчиковые Дворики | посёлок                      | ↘14       |
| 3  | Красный Лиман         | село, административный центр | ↘749      |
| 4  | Красный Лиман 2-й     | село                         | ↗796      |
| 5  | Новоданковский        | посёлок                      | ↘13       |
| 6  | Новоепифановка        | посёлок                      | ↘1        |
| 7  | Павловка              | посёлок                      | ↘20       |
| 8  | Пылёвка               | посёлок                      | ↘1        |
| 9  | Тарасовка             | посёлок                      | ↘109      |
| 10 | Усманские Выселки     | село                         | ↘91       |